# Orange S.A.
Orange là một công ty viễn thông của Pháp. Vào cuối năm 2019, công ty đã có gần 266 triệu khách hàng trên toàn thế giới, số liệu tăng từ những con số được đăng vào năm 2018. Vào năm 2019, công ty là nhà điều hành hàng đầu hoặc thứ hai tại 75% các quốc gia châu Âu nơi nó được thành lập và ở 83% các nước ở Châu Phi và Trung Đông.
Năm 2018, Orange đạt doanh thu 41,391 tỷ euro cho tất cả các hoạt động của mình và có 266 triệu khách hàng trên toàn thế giới, bao gồm 201 triệu khách hàng điện thoại di động và 18,2 triệu khách hàng băng thông rộng cố định.